# Last Request
Last Request è un singolo del cantautore britannico Paolo Nutini, pubblicato il 3 luglio 2006 come primo estratto dal primo album in studio These Streets.
Il singolo ha ottenuto buoni risultati in Europa.
Del brano è stata registrata una cover da Siobhán Donaghy.

## Il brano
Il testo della canzone è ispirato alla relazione di Paolo Nutini con Teri Brogan, ragazza conosciuta ai tempi della scuola e con cui il cantante è stato legato sentimentalmente per alcuni anni. In particolare, la canzone fa riferimento ad una temporanea separazione tra i due.
Da un punto di vista musicale, si tratta di una ballata pop con influenze soul, abbastanza tradizionale, semplice ed essenziale.
All'interno dell'album These Streets è presente anche una versione acustica del brano, inserita in chiusura del disco, come traccia nascosta.

## Il video
Per Last Request è stato realizzato un video musicale, pubblicato il 27 Ottobre 2009 sul canale dell'artista. Il video mostra Paolo Nutini rapinare una banca insieme a degli amici.
A fine video Nutini muore a causa di un colpo di pistola, sparato da un agente di polizia.

## Tracce
CD-Single Warner 2564 63831 2 / EAN 0825646383122
1. Last Request – 3:42
2. No No No – 3:46

## Classifiche
| Classifica (2006) | Posizione più alta |
| ----------------- | ------------------ |
| Austria           | 20                 |
| Belgio (Vallonia) | 9                  |
| Danimarca         | 16                 |
| Francia           | 20                 |
| Italia            | 5                  |
| Irlanda           | 8                  |
| Svizzera          | 42                 |
| Regno Unito       | 5                  |